# Coppa del Mondo di sci alpino 1972
La Coppa del Mondo di sci alpino 1972 fu la sesta edizione della manifestazione organizzata dalla Federazione Internazionale Sci; ebbe inizio il 3 dicembre 1971 a Sankt Moritz, in Svizzera, e si concluse il 19 marzo 1972 a Pra Loup, in Francia. Nel corso della stagione si tennero a Sapporo gli XI Giochi olimpici invernali e i Campionati mondiali di sci alpino 1972, non validi ai fini della Coppa del Mondo, il cui calendario contemplò dunque un'interruzione durante il mese di febbraio.
In campo maschile furono disputate 21 gare (7 discese libere, 7 slalom giganti, 7 slalom speciali), in 13 diverse località. L'italiano Gustav Thöni si aggiudicò sia la Coppa del Mondo generale, sia la quella di slalom gigante; lo svizzero Bernhard Russi vinse la Coppa di discesa libera e il francese Jean-Noël Augert quella di slalom speciale. Thöni era il detentore uscente della Coppa generale.
In campo femminile furono disputate 21 gare (7 discese libere, 7 slalom giganti, 7 slalom speciali), in 12 diverse località. L'austriaca Annemarie Moser-Pröll si aggiudicò sia la Coppa del Mondo generale, sia quelle di discesa libera e di slalom gigante; la francese Britt Lafforgue vinse quella di slalom speciale. La Moser-Pröll era la detentrice uscente della Coppa generale.
In questa stagione fu introdotto un nuovo metodo di calcolo dei punteggi validi ai fini delle classifiche di specialità: non furono più conteggiati solo i migliori tre risultati, ma i migliori cinque.

## Uomini

### Risultati
| Data             | Località             | Nazione        | Pista               | Spec. | Primo               | Secondo            | Terzo                |
| ---------------- | -------------------- | -------------- | ------------------- | ----- | ------------------- | ------------------ | -------------------- |
| 5 dicembre 1971  | Sankt Moritz         | Svizzera       | Piz Nair            | DH    | Bernhard Russi      | Heini Messner      | Walter Tresch        |
| 9 dicembre 1971  | Val-d'Isère          | Francia        | Solaise             | GS    | Erik Håker          | Jean-Noël Augert   | Henri Duvillard      |
| 12 dicembre 1971 | Val-d'Isère          | Francia        | Oreiller-Killy      | DH    | Karl Schranz        | Heini Messner      | Michel Dätwyler      |
| 19 dicembre 1971 | Sestriere            | Italia         | Alpette             | SL    | Tyler Palmer        | Jean-Noël Augert   | Harald Rofner        |
| 9 gennaio 1972   | Berchtesgaden        | Germania Ovest | Loipl               | SL    | Henri Duvillard     | Max Rieger         | Andrzej Bachleda     |
| 10 gennaio 1972  | Berchtesgaden        | Germania Ovest | Loipl               | GS    | Roger Rossat-Mignod | Gustav Thöni       | Walter Tresch        |
| 14 gennaio 1972  | Kitzbühel            | Austria        | Streif              | DH    | Karl Schranz        | Henri Duvillard    | Bernhard Russi       |
| 15 gennaio 1972  | Kitzbühel            | Austria        | Streif              | DH    | Karl Schranz        | Henri Duvillard    | Heini Messner        |
| 16 gennaio 1972  | Kitzbühel            | Austria        | Ganslern            | SL    | Jean-Noël Augert    | Edmund Bruggmann   | Andrzej Bachleda     |
| 23 gennaio 1972  | Wengen               | Svizzera       | Männlichen/Jungfrau | SL    | Jean-Noël Augert    | Gustav Thöni       | Bob Cochran          |
| 24 gennaio 1972  | Adelboden            | Svizzera       | Chuenisbärgli       | GS    | Werner Mattle       | Adolf Rösti        | Gustav Thöni         |
| 18 febbraio 1972 | Banff                | Canada         | Mount Norquay       | GS    | Erik Håker          | Sepp Heckelmiller  | Helmuth Schmalzl     |
| 19 febbraio 1972 | Banff                | Canada         | Mount Norquay       | SL    | Andrzej Bachleda    | Jean-Noël Augert   | Gustav Thöni         |
| 25 febbraio 1972 | Crystal Mountain     | Stati Uniti    |                     | DH    | Bernhard Russi      | Mike Lafferty      | Jean-Daniel Dätwyler |
| 26 febbraio 1972 | Crystal Mountain     | Stati Uniti    |                     | DH    | Franz Vogler        | Bernhard Russi     | Jean-Daniel Dätwyler |
| 2 marzo 1972     | Heavenly Valley      | Stati Uniti    |                     | GS    | Gustav Thöni        | Henri Duvillard    | David Zwilling       |
| 15 marzo 1972    | Val Gardena          | Italia         | Saslong             | DH    | Bernhard Russi      | René Berthod       | Mike Lafferty        |
| 16 marzo 1972    | Val Gardena          | Italia         |                     | GS    | Edmund Bruggmann    | Reinhard Tritscher | Roland Thöni         |
| 17 marzo 1972    | Madonna di Campiglio | Italia         | 3-Tre               | SL    | Roland Thöni        | Alain Penz         | Andrzej Bachleda     |
| 18 marzo 1972    | Pra Loup             | Francia        |                     | SL    | Roland Thöni        | Gustav Thöni       | Edmund Bruggmann     |
| 19 marzo 1972    | Pra Loup             | Francia        |                     | GS    | Edmund Bruggmann    | Gustav Thöni       | Roger Rossat-Mignod  |

Legenda:

DH = discesa libera

GS = slalom gigante

SL = slalom speciale

### Classifiche

#### Generale

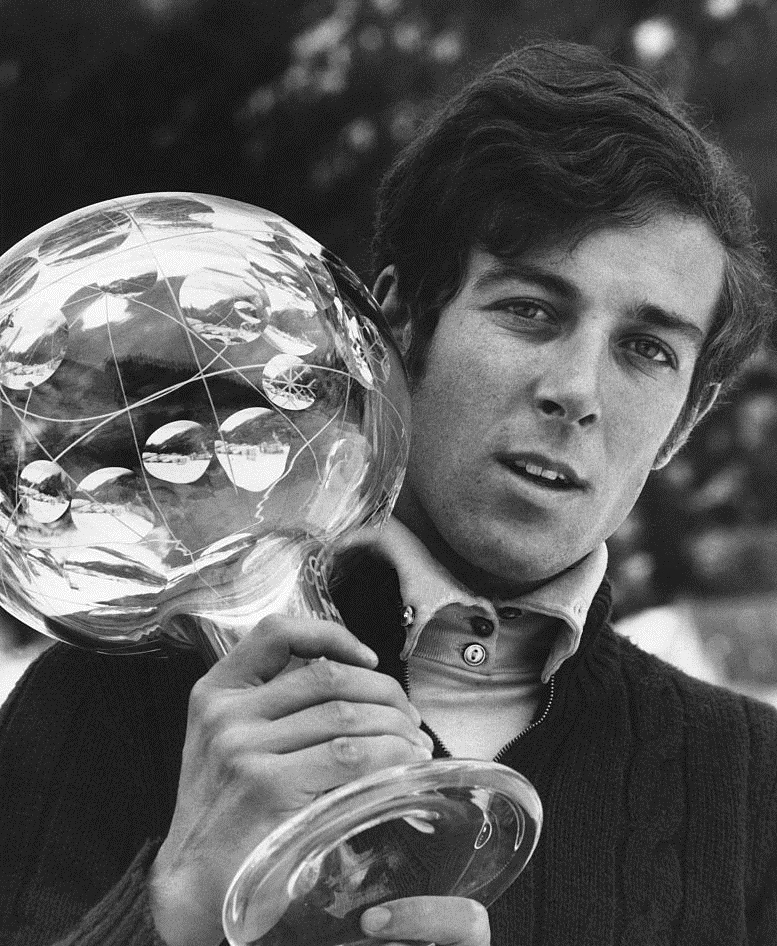
Gustav Thöni con la coppa di cristallo nel 1972

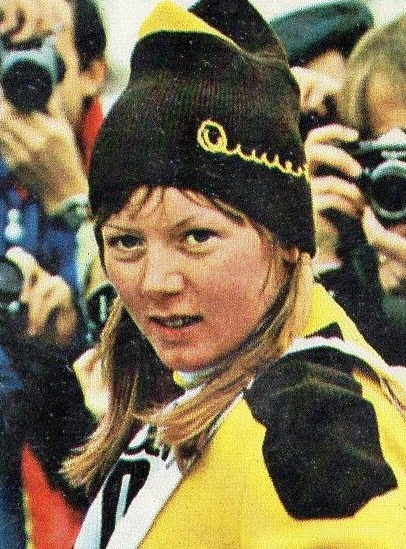
Annemarie Moser-Pröll nel 1972

| Pos. | Nome             | Nazione     | Punti |
| ---- | ---------------- | ----------- | ----- |
| 1    | Gustav Thöni     | Italia      | 154   |
| 2    | Henri Duvillard  | Francia     | 142   |
| 3    | Edmund Bruggmann | Svizzera    | 140   |
| 4    | Jean-Noël Augert | Francia     | 125   |
| 5    | Bernhard Russi   | Svizzera    | 114   |
| 6    | Andrzej Bachleda | Polonia     | 109   |
| 7    | Roland Thöni     | Italia      | 93    |
| 8    | Karl Schranz     | Austria     | 83    |
| 9    | Mike Lafferty    | Stati Uniti | 63    |
| 10   | Heini Messner    | Austria     | 61    |

#### Discesa libera
| Pos. | Nome           | Nazione        | Punti |
| ---- | -------------- | -------------- | ----- |
| 1    | Bernhard Russi | Svizzera       | 110   |
| 2    | Karl Schranz   | Austria        | 83    |
| 3    | Mike Lafferty  | Stati Uniti    | 63    |
| 4    | Heini Messner  | Austria        | 61    |
| 5    | Franz Vogler   | Germania Ovest | 47    |

#### Slalom gigante
| Pos. | Nome                | Nazione  | Punti |
| ---- | ------------------- | -------- | ----- |
| 1    | Gustav Thöni        | Italia   | 84    |
| 2    | Edmund Bruggmann    | Svizzera | 78    |
| 3    | Roger Rossat-Mignod | Francia  | 55    |
| 4    | Erik Håker          | Norvegia | 50    |
| 5    | Henri Duvillard     | Francia  | 49    |

#### Slalom speciale
| Pos. | Nome             | Nazione  | Punti |
| ---- | ---------------- | -------- | ----- |
| 1    | Jean-Noël Augert | Francia  | 101   |
| 2    | Andrzej Bachleda | Polonia  | 81    |
| 3    | Roland Thöni     | Italia   | 75    |
| 4    | Gustav Thöni     | Italia   | 66    |
| 5    | Edmund Bruggmann | Svizzera | 62    |

## Donne

### Risultati
| Data             | Località                | Nazione        | Pista              | Spec. | Prima                 | Seconda                           | Terza                 |
| ---------------- | ----------------------- | -------------- | ------------------ | ----- | --------------------- | --------------------------------- | --------------------- |
| 3 dicembre 1971  | Sankt Moritz            | Svizzera       |                    | DH    | Annemarie Moser-Pröll | Françoise Macchi                  | Jacqueline Rouvier    |
| 11 dicembre 1971 | Val-d'Isère             | Francia        | Oreiller-Killy     | DH    | Jacqueline Rouvier    | Annemarie Moser-Pröll             | Françoise Macchi      |
| 17 dicembre 1971 | Sestriere               | Italia         | Kandahar Banchetta | DH    | Annemarie Moser-Pröll | Jacqueline Rouvier                | Françoise Macchi      |
| 18 dicembre 1971 | Sestriere               | Italia         | Alpette            | SL    | Françoise Macchi      | Rosi Mittermaier                  | Monika Kaserer        |
| 3 gennaio 1972   | Oberstaufen             | Germania Ovest | Hündle             | GS    | Françoise Macchi      | Annemarie Moser-Pröll             | Marilyn Cochran       |
| 4 gennaio 1972   | Oberstaufen             | Germania Ovest | Hündle             | SL    | Françoise Macchi      | Rosi Mittermaier                  | Danièle Debernard     |
| 7 gennaio 1972   | Maribor                 | Jugoslavia     | Habakuk            | GS    | Françoise Macchi      | Michèle Jacot                     | Annemarie Moser-Pröll |
| 12 gennaio 1972  | Badgastein              | Austria        | Graukogel          | DH    | Annemarie Moser-Pröll | Wiltrud Drexel                    | Isabelle Mir          |
| 13 gennaio 1972  | Badgastein              | Austria        |                    | SL    | Britt Lafforgue       | Françoise Macchi                  | Annemarie Moser-Pröll |
| 18 gennaio 1972  | Grindelwald             | Svizzera       |                    | DH    | Annemarie Moser-Pröll | Marie-Theres Nadig                | Isabelle Mir          |
| 19 gennaio 1972  | Grindelwald             | Svizzera       | Alphubel           | SL    | Britt Lafforgue       | Monika Kaserer                    | Barbara Cochran       |
| 22 gennaio 1972  | Saint-Gervais-les-Bains | Francia        |                    | GS    | Annemarie Moser-Pröll | Monika Kaserer                    | Marie-Theres Nadig    |
| 18 febbraio 1972 | Banff                   | Canada         |                    | SL    | Britt Lafforgue       | Barbara Cochran                   | Florence Steurer      |
| 19 febbraio 1972 | Banff                   | Canada         |                    | GS    | Annemarie Moser-Pröll | Wiltrud Drexel                    | Monika Kaserer        |
| 25 febbraio 1972 | Crystal Mountain        | Stati Uniti    |                    | DH    | Annemarie Moser-Pröll | Wiltrud Drexel Marie-Theres Nadig |                       |
| 26 febbraio 1972 | Crystal Mountain        | Stati Uniti    |                    | DH    | Wiltrud Drexel        | Annemarie Moser-Pröll             | Marie-Theres Nadig    |
| 1º marzo 1972    | Heavenly Valley         | Stati Uniti    |                    | GS    | Annemarie Moser-Pröll | Rosi Mittermaier                  | Britt Lafforgue       |
| 3 marzo 1972     | Heavenly Valley         | Stati Uniti    |                    | SL    | Florence Steurer      | Michèle Jacot                     | Marilyn Cochran       |
| 17 marzo 1972    | Pra Loup                | Francia        |                    | SL    | Danièle Debernard     | Pamela Behr                       | Rosi Mittermaier      |
| 18 marzo 1972    | Pra Loup                | Francia        |                    | GS    | Danièle Debernard     | Monika Kaserer                    | Marie-Theres Nadig    |
| 18 marzo 1972    | Pra Loup                | Francia        |                    | GS    | Britt Lafforgue       | Annemarie Moser-Pröll             | Monika Kaserer        |

Legenda:

DH = discesa libera

GS = slalom gigante

SL = slalom speciale

### Classifiche

#### Generale
| Pos. | Nome                  | Nazione        | Punti |
| ---- | --------------------- | -------------- | ----- |
| 1    | Annemarie Moser-Pröll | Austria        | 269   |
| 2    | Françoise Macchi      | Francia        | 187   |
| 3    | Britt Lafforgue       | Francia        | 128   |
| 4    | Monika Kaserer        | Austria        | 120   |
| 5    | Marie-Theres Nadig    | Svizzera       | 111   |
| 6    | Rosi Mittermaier      | Germania Ovest | 110   |
| 7    | Wiltrud Drexel        | Austria        | 102   |
| 8    | Florence Steurer      | Francia        | 96    |
| 9    | Danièle Debernard     | Francia        | 90    |
| 10   | Isabelle Mir          | Francia        | 89    |

#### Discesa libera
| Pos. | Nome                  | Nazione  | Punti |
| ---- | --------------------- | -------- | ----- |
| 1    | Annemarie Moser-Pröll | Austria  | 125   |
| 2    | Wiltrud Drexel        | Austria  | 76    |
| 3    | Marie-Theres Nadig    | Svizzera | 71    |
| 4    | Françoise Macchi      | Francia  | 67    |
| 5    | Isabelle Mir          | Francia  | 63    |

#### Slalom gigante
| Pos. | Nome                  | Nazione     | Punti |
| ---- | --------------------- | ----------- | ----- |
| 1    | Annemarie Moser-Pröll | Austria     | 115   |
| 2    | Monika Kaserer        | Austria     | 76    |
| 3    | Britt Lafforgue       | Francia     | 52    |
| 4    | Françoise Macchi      | Francia     | 50    |
| 5    | Marilyn Cochran       | Stati Uniti | 44    |

#### Slalom speciale
| Pos. | Nome              | Nazione        | Punti |
| ---- | ----------------- | -------------- | ----- |
| 1    | Britt Lafforgue   | Francia        | 76    |
| 2    | Françoise Macchi  | Francia        | 70    |
| 2    | Florence Steurer  | Francia        | 70    |
| 4    | Rosi Mittermaier  | Germania Ovest | 66    |
| 5    | Danièle Debernard | Francia        | 62    |